# 1992年バルセロナオリンピックの韓国選手団
1992年バルセロナオリンピックの韓国選手団（1992ねんバルセロナオリンピックのかんこくせんしゅだん）は、1992年7月25日から8月9日にかけてスペインのカタルーニャ州バルセロナで開催された1992年バルセロナオリンピックの韓国選手団、およびその競技結果。

## 概要
今大会は金メダル12個、銀メダル5個、銅メダル12個の合計29個のメダルを獲得した。

## メダル
| メダル | 選手名        | 競技 | 種目           |
| ------ | ------------- | ---- | -------------- |
| 金     | 黄永祚        | 陸上 | 男子マラソン   |
| 金     | 金美廷        | 柔道 | 女子72kg以下級 |
| 銀     | 尹鉉          | 柔道 | 男子60kg以下級 |
| 銅     | 鄭勲          | 柔道 | 男子71kg以下級 |
| 銅     | 金炳周        | 柔道 | 男子78kg以下級 |
| 銅     | 金擇洙        | 卓球 | 男子シングルス |
| 銅     | 金擇洙 劉南奎 | 卓球 | 男子ダブルス   |
| 銅     | 姜煕燦 李哲承 | 卓球 | 男子ダブルス   |
| 銅     | 玄静和        | 卓球 | 女子シングルス |
| 銅     | 玄静和 洪次玉 | 卓球 | 女子ダブルス   |